# أي تي سي
أي تي سي (بالإنجليزية: ATC)‏ وتسمى اختصاراً (بالإنجليزية: A Touch of Class)‏ وهي فرقة غناء بوب ويوروبوب ويورودانس أعضائها من مختلف الأصول متمركزة في ألمانيا وتتكون من جوزيف جوي موراي من نيوزيلندا وليفيو سالفي من إيطاليا و ساره إيغيلوستن من أستراليا وترايسي إليزابيث باكهام من المملكة المتحدة، نشطت هذه الفرقة من سنة 1998 إلى سنة 2003 بعدما توقفوا في العمل مع بعضهم.

## روابط خارجية
- أي تي سي على موقع ميوزك برينز (الإنجليزية)
- أي تي سي على موقع أول ميوزيك (الإنجليزية)
- أي تي سي على موقع ديسكوغز (الإنجليزية)